# سكول لايبراري جورنال
سكول لايبراري جورنال (بالإنجليزية: School Library Journal)‏؛ هي مجلة شهرية أمريكية، تصدر في نيويورك، وبدأت في النشر في 15 سبتمبر 1954. تحتوي المجلة على مقالات ومراجعات لأمناء المكتبات المدرسية وأخصائيي الإعلام وأمناء المكتبات العامة الذين يعملون مع الشباب.

## روابط خارجية
- سكول لايبراري جورنال على موقع روتن توميتوز (الإنجليزية)